# Доні Жагарі
45°34′ пн. ш. 14°41′ сх. д. / 45.56° пн. ш. 14.68° сх. д.
Доні Жагарі (хорв. Donji Žagari) — населений пункт у Хорватії, у Приморсько-Горанській жупанії у складі міста Чабар.

## Населення
Населення за даними перепису 2011 року становило 8 осіб.
Динаміка чисельності населення поселення:

## Клімат
Середня річна температура становить 8,61 °C, середня максимальна – 21,94 °C, а середня мінімальна – -6,41 °C. Середня річна кількість опадів – 1425 мм.
| Клімат поселення                              | Клімат поселення | Клімат поселення | Клімат поселення | Клімат поселення | Клімат поселення | Клімат поселення | Клімат поселення | Клімат поселення | Клімат поселення | Клімат поселення | Клімат поселення | Клімат поселення | Клімат поселення |
| Показник                                      | Січ.             | Лют.             | Бер.             | Квіт.            | Трав.            | Черв.            | Лип.             | Серп.            | Вер.             | Жовт.            | Лист.            | Груд.            |                  |
| Середній максимум, °C                         | 5,67             | 6,55             | 9,76             | 13,61            | 18,40            | 21,83            | 21,94            | 21,54            | 17,72            | 13,77            | 8,58             | 4,60             |                  |
| Середня температура, °C                       | −0,37            | 0,50             | 3,71             | 7,55             | 12,34            | 15,80            | 17,88            | 17,47            | 13,66            | 9,71             | 4,50             | 0,53             |                  |
| Середній мінімум, °C                          | −6,41            | −5,53            | −2,33            | 1,53             | 6,30             | 9,76             | 13,81            | 13,40            | 9,59             | 5,65             | 0,44             | −3,55            |                  |
| Норма опадів, мм                              | 85               | 84               | 105              | 116              | 102              | 133              | 102              | 119              | 135              | 160              | 162              | 122              |                  |
| Середньомісячна швидкість вітру, м/с          | 1.95             | 2.14             | 2.37             | 2.30             | 2.16             | 2.04             | 1.94             | 1.94             | 1.85             | 1.97             | 2.11             | 2.06             |                  |
| Середньомісячна сонячна радіація, кДж/м²·день | 4160             | 6957             | 10181            | 14424            | 18575            | 19936            | 21311            | 17974            | 13235            | 8546             | 4583             | 3453             |                  |
| --------------------------------------------- | ---------------- | ---------------- | ---------------- | ---------------- | ---------------- | ---------------- | ---------------- | ---------------- | ---------------- | ---------------- | ---------------- | ---------------- | ---------------- |
| Джерело:                                      |                  |                  |                  |                  |                  |                  |                  |                  |                  |                  |                  |                  |                  |